# Joachim du Bellay
Joachim du Bellay (Liré, 1522 – Parigi, 1º gennaio 1560) è stato un poeta e umanista francese, membro della cosiddetta Pléiade, movimento riformatore della lingua e della letteratura francese.

## Biografia
Joachim du Bellay nacque nel 1522 nel castello di La Turmelière, vicino Liré, un villaggio nell'Angiò, discendente dal ramo cadetto di una famiglia di antica nobiltà. Il padre, Jean du Bellay, era signore di Gonnord, la madre, Renée Chabot, era la figlia di Perceval Chabot ed ereditiera di La Turmelière. Benché tra i suoi parenti vi fossero alcuni influenti e potenti personaggi del tempo, quali l'arcivescovo di Parigi Jean du Bellay, cugino in primo grado del padre, e il governatore del Piemonte Guillaume du Bellay, condusse una vita in povertà.
Rimasto orfano all'età di soli dieci anni, venne affidato al fratello maggiore René du Bellay, che si disinteressò della sua educazione. Di salute fragile, racconta nei suoi scritti di aver avuto un'infanzia malinconica, sfruttando un topos letterario di moda all'epoca.
Solo tardivamente, a ventitré anni, fu inviato a Poitiers per istruirsi in diritto. Lì venne in contatto con umanisti e latinisti, ma soprattutto fece gli incontri decisivi per il suo futuro: con Jacques Peletier du Mans, che gli consigliò di dedicarsi alla poesia, e con Pierre de Ronsard, con cui strinse una forte amicizia e che lo condusse a Parigi. Dal 1547 al 1549 Du Bellay aggiornò assieme a Ronsard la sua formazione culturale al collegio Coqueret di Parigi, inserendosi nel circolo di studenti gravitanti attorno alla figura dell'umanista e grecista Jean Dorat. Sotto l'influenza del professore, i due decisero di fondare un gruppo di poeti chiamato La Brigade, il cui obiettivo era quello di comporre opere in francese che potessero competere con quelle greche e latine. Al gruppo si unirono successivamente Étienne Jodelle, Pontus de Tyard, Jean Antoine de Baïf, Guillaume des Autels e Jean de la Péruse, determinando un cambio di nome in La Pléiade, ispirandosi ai sette poeti tragici del Canone alessandrino. Più tardi figurarono nel gruppo anche Jacques Peletier du Mans e Rémy Belleau.
Nel 1549 du Bellay firma un manifesto collettivo, la Défense et illustration de la langue française, un libello "polemico" in cui illustra i nuovi principi per la valorizzazione della lingua francese, che segnò l'inizio del Rinascimento poetico francese.
L'anno seguente pubblica L'Olive, la sua prima raccolta di sonetti in stile petrarchista e nel 1552 completò la traduzione del quarto libro dell'Eneide di Virgilio.
Nel 1553 lasciò la Francia per accompagnare come segretario lo zio, il cardinale Jean du Bellay, a Roma, presso la corte pontificia. Da umanista e classicista, attendeva con impazienza l'incontro con Roma e la cultura antica, ma l'impatto con la decadenza e la corruzione contemporanee lo disillusero profondamente. Il soggiorno si prolungò per quattro anni, fino al 1557, un periodo che du Bellay racconta nei suoi scritti come un vero e proprio esilio dalla terra natia. Oltre al tedio della noia, durante la permanenza in Italia fu assillato dalle ristrettezze economiche e dai doveri verso i creditori. Nonostante ciò, strinse amicizia con diversi studiosi italiani, ma soprattutto Roma costituì una proficuissima fonte di ispirazione poetica.
Al suo ritorno in Francia, infatti, vennero pubblicati da Frédéric Morel a Parigi nel 1558 Les Antiquités de Rome, raccolta di sonetti in cui medita sulle rovine romane per celebrare la grandezza del mondo classico, Les Regrets, raccolta di sonetti in cui dipinge invece Roma come una novella Babilonia e rimpiange nostalgicamente l'Angiò, e i Jeux rustiques, una raccolta di poesie scritte in latino.
Morì nel 1560 all'età di soli 37 anni.
Fu sepolto nella Cattedrale di Notre-Dame di Parigi. Tuttavia, la sua tomba andò perduta nel corso del tempo, con alcune fonti che sostenevano che il suo corpo fosse stato traslato e sepolto in un punto imprecisato lungo la Loira, probabilmente nei pressi di Liré.
I suoi resti sono stati identificati solamente nel 2024, all'interno di una bara di piombo rinvenuta nell'aprile 2022 durante gli scavi effettuati dall'Istituto nazionale per la ricerca archeologica preventiva (INRAP) in seguito all'incendio della cattedrale del 2019. Sullo scheletro sono state rinvenute tracce di tubercolosi ossea e meningite cronica, malattie di cui il poeta presentò i sintomi negli ultimi anni della sua vita, lasciando pochi dubbi sull'identità del defunto, secondo l'opinione di Éric Crubézy, medico e professore di antropologia all'Università di Tolosa III Paul Sabatier.

## Opere

### Défense et illustration de la langue française
La Défense et illustration de la langue française (La Deffence et Illustration de la Langue Francoyse nell'ortografia originale) è un manifesto letterario che espone le idee della Pléiade in difesa della lingua francese per un arricchimento e un progredire della letteratura nazionale.

### L'Olive
Canzoniere d'amore sul modello del Petrarca composto di 115 sonetti. Affascinato dalla tensione conflittuale che anima il Canzoniere di Petrarca, du Bellay ripropone il tema della sofferenza amorosa per una donna che sfugge, sublimata attraverso la poesia in ordine e misura. L'amore infelice per questa donna fittizia, Olive, diventa quindi un pretesto per raccontare il suo sentimento di contraddizione della vita che trova rifugio nella forma poetica e nella bellezza. In questa forma di ascesi spirituale sono evidenti anche influenze neoplatoniche.
La raccolta è dedicata a Margherita di Valois, figlia di Francesco I e donna colta e intellettuale, la quale aveva come simbolo un ramo di olivo, la pianta dedicata alla dea della sapienza Atena. Il titolo fa riferimento all'olivo nella sua duplice valenza simbolica, nella mitologia classica e nella cristianità, due istanze che du Bellay fa sempre convivere insieme.

### Les Regrets
Raccolta di 191 sonetti in alessandrini, una scelta metrica innovativa rispetto al solo decasillabo. Diversamente dal modello petrarchista, il tema non è più l'amore per una donna ma la nostalgia del paese natale, il semplice e incorrotto Angiò, dal quale è lontano durante il soggiorno a Roma. Nell'opera presenta di sé un'immagine letteraria di esiliato dalla vita derelitta, riprendendo i Tristia di Ovidio.
Tra i sonetti più celebri vi è Heureux qui, comme Ulysse, a fait un beau voyage, in cui si chiede se tornerà mai nel suo paese come ha fatto Ulisse, emblema della figura dell'umanista, che, pur nella sua umiltà e pochezza, preferisce al lusso e alla corruzione romani.

### Les Antiquités de Rome
Raccolta di 32 sonetti alternativamente in decasillabi e alessandrini, dedicati ai resti della grandezza di Roma. Il titolo fa riferimento alle molte guide diffuse al tempo, che spiegavano i monumenti dell'antichità: è una ripresa ironica, in quanto du Bellay non ne fa una descrizione, ma ne canta proprio l'assenza. Si riferisce alle rovine come reliquie di un mondo di grande orgoglio e onore che la posterità deve cercare di ripristinare (il sonetto introduttivo, Au roi, rimanda a Enrico II l'augurio di realizzare in Francia un'impresa del genere).
I decasillabi sono generalmente di tono più lirico, predomina la figura retorica dell'apostrofe, con la quale il lettore è chiamato in causa a partecipare emotivamente; gli alessandrini hanno invece tono più prosaico e argomentativo, che rende ragione della disfatta di Roma. Modello classico privilegiato rispetto a quest'utopia di ricostruzione della grandezza di Roma è la Pharsalia di Lucano, del quale riprende anche lo stile volutamente disarmonico.

## Riconoscimenti
Gli è stato dedicato l'asteroide 271235 Bellay.